# Umberto Caligaris
Umberto Caligaris (Casale Monferrato, Provincia de Alessandria, Italia, 26 de julio de 1901 - Turín, Provincia de Turín, Italia, 19 de octubre de 1940) fue un futbolista y director técnico italiano. Se desempeñaba en la posición de defensa.

## Selección nacional
Fue internacional con la selección de fútbol de Italia en 59 ocasiones. Debutó el 15 de enero de 1922, en un encuentro amistoso ante la selección de Austria que finalizó con marcador de 3-3.

### Participaciones en Copas del Mundo
| Mundial                        | Sede   | Resultado |
| ------------------------------ | ------ | --------- |
| Copa Mundial de Fútbol de 1934 | Italia | Campeón   |

## Clubes

### Como futbolista
| Club           | País   | Año         |
| -------------- | ------ | ----------- |
| Casale Calcio  | Italia | 1919 - 1928 |
| Juventus F. C. | Italia | 1928 - 1935 |
| Brescia Calcio | Italia | 1935 - 1937 |

### Como entrenador
| Club           | País   | Año         |
| -------------- | ------ | ----------- |
| Brescia Calcio | Italia | 1935 - 1937 |
| Modena F. C.   | Italia | 1938 - 1939 |
| Juventus F. C. | Italia | 1939 - 1940 |

## Palmarés

### Campeonatos nacionales
| Título  | Club           | País   | Año     |
| ------- | -------------- | ------ | ------- |
| Serie A | Juventus F. C. | Italia | 1930-31 |
| Serie A | Juventus F. C. | Italia | 1931-32 |
| Serie A | Juventus F. C. | Italia | 1932-33 |
| Serie A | Juventus F. C. | Italia | 1933-34 |
| Serie A | Juventus F. C. | Italia | 1934-35 |

### Copas internacionales
| Título                 | Equipo              | País   | Año     |
| ---------------------- | ------------------- | ------ | ------- |
| Copa Dr. Gerö          | Selección de Italia | Italia | 1927-30 |
| Copa Mundial de Fútbol | Selección de Italia | Italia | 1934    |

## Condecoraciones
| Condecoración                                | Año  |
| -------------------------------------------- | ---- |
| Caballero de la Orden de la Corona de Italia | 1930 |